# Чопан II Мухтешем
Чопан II (*д/н —1589) — Шамхал Тарковський з 1569 до 1589 року. Мав прізвисько «Мухтешем», тобто «Розкішний». Тривалий час боровся проти Московського царства та сефевідської Персії.

## Життєпис
Походив з Кумицької династії. Син газікумуського шамхала Алібека I. Про молоді роки, дату та місце народження немає відомостей. У 1569 році після смерті шамхала Сурхая I стає новим володарем Газікумухським. Від попередника залишилися проблемні стосунки з Московським царством, яке з 1560 року сунуло на Дагестан.
Із самого початку в цьому протистоянні Чопан II вирішив спиратися на Османську імперію та Кримське ханство, з якими було укладено союзницький договір. У 1570 році Чопан-шамхал зі своїми військами бере участь у поході османсько-кримськотатарських військ на Астрахань. Проте похід виявився невдалим, Астрахань не вдалося захопити, й зрештою союзники шамхала відступили до Азова. Водночас війська Чопана зруйнували відбудовану московитами фортецю на річці Сунжа, вдерлися до Малої Кабарди, потім взяли участь у битві проти військ союзника царя Івана IV Грозного на стороні кримського хана Девлет-Гірея. Після спалення у 1571 році останнім Москви, московський цар змушений був укласти з Кримським ханством та Османською імперією невигідний для себе мир, однією з умов якого було знищення московських фортець на річках Терек й Сунжа, залоги яких були переведені до Астрахані. В результаті цього загрозу з боку Московії на землі Газікумухського шамхальства на деякий час вдалося відвернути.
У 1570-ті роки вплив Чопана II на північнокавказькі справи продовжував зростати. Він мав прямі зв'язки з османським султаном Селімом II і кримським ханом Девлет-Герея. Мав союзників серед знатних родів у Великій Кабарді, зокрема Кайтукінів, Тлостанінів, Ташбазрукінів, Капланінів, Асланбекінів, які знаходилися в залежності від шамхала Також знаходився у родинних стосунках з Кайтагськими уцміями та родом кабардинських узденей Анзорових (одружившись другим шлюбом з небогою Хотова Анзорова). В результаті його владі були підкорено Дагестан, більша частина Чечні, багато земель у Кабарді (Черкесії).
У 1576 році, після смерті Тахмаспа I підтримав Ісмаїла II під час боротьби за владу. В цей час укладається з Персією союзницький договір. Проте після загибелі Ісмаїла II разом з братом Асхаром та небогою Пері-Джихан, Чопан-шамхал переходить на бік Османської імперії. Того ж року спільно зі своїм братом Тунджі-Алавом, табасаранський беком Газі Саліхом та ширванцями виступив проти перських військ кизилбашей, яких змусив залишити межі Ширвану. За ці дії отримав нагороду від османського султана, на запрошення якого у 1578 році відвідав імперію. 17 жовтня того ж року шамхала було прийнято сардаром Лала Мустафа-пашею, яким подаровано почесний халат, шаблю і бойовий кінь з повним спорядженням. Крім того, за заслуги у війні проти кизилбашів Чопану II як спадок був виділений санджак Шабуран, а його братові Тунджі-Алаву — санджаки Ахти і Іхир. Їм також було вручено прапори, шиті золотом. Натомість шамхал взяв на себе зобов'язання захищати Ширван і забезпечувати османські війська провіантом. Все це означало остаточний розрив шамхальства з Сефевідами і входження Дагестану до складу Османської імперії.
В результаті цього Чопан II отримав від османів Дербентську область, право газікумухським купцям торгувати в Османській імперії без сплачення мит, підтверджував владу над усім Дагестаном, зберігав внутрішню незалежність своєї держави.
У 1578 році разом із османськими загонами Чопан зайняв Шемаху, проте сил для розвитку наступу не вистачало. Незабаром шамхал з союзниками перейшов до оборони від перських військ на чолі із Арас-ханом. Зрештою 30 листопада відступив до Дербента. У серпні 1579 року дочевався нової османської армії на чолі із Мехмет-беком та кримських татар. У 1580 році усі ці війська перейшли у наступ. Армія Чопана II брала участь у захоплені Ширвана, Карабаха, вірменьких міст разом з Єриваном, Тавриза (однієї зі столиць Персії).
У 1585 році стосунки з османами погіршилися, внаслідок наміру султанів перетворити Дагестан на один зі своїх вілайєтів та будівництвом фортець на Тереку. Не бажаючи вступати у відкритий конфлікт Чопан усіляко перешкоджав цим планом. У 1587 році скористувався намагання регента Персії при шахі Аббасі I відновити свої володіння на Кавказі, щоб відійти від впливу Османської імперії. В цей час стосунки між Газікумухським шамхальством та Персією починають відновлюватися. Водночас ще у 1586 році Чопан II відправив посольство на чолі із синами Сурхаэм та Султан-Мутою до Московського царя з метою покращення відносин між державами.
Проте повністю налагодити стосунки із сусідами не вдалося: Московія почала готуватися до відновлення контролю на землях в басейні річок Терек та Сунжа, кахетинський цар Олександр II підтримував деяких синів Чопана II з вимогами на владу. При цьому Аббас I не проявив чітко своїх планів щодо Дагестану.
У 1587 році стосунки з Кахетією погіршилися, цар якої намагався спровокувати московського царя на конфлікт з шамхалом. У 1588 році московити спорудили фортецю на річці Терек — Терське місто. В цьому Чопан II побачив загрозу своїм володінням й розпочав діяльність зі створення антимосковської коаліції. Водночас відмовився помогати ані османському султану, ані перському шаху, ані московському царю в обмін на підтримку. Помер у 1589 році. Після його смерті розпочався розпад Газікумухського шамхальства.